# Megaherbivorenhypothese

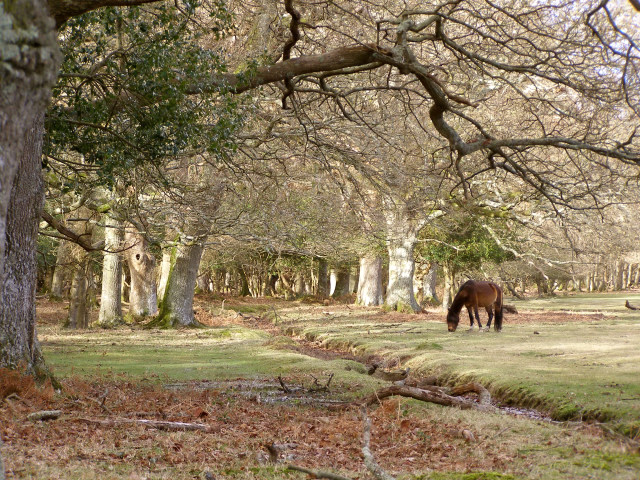
Weidendes Pferd im „New-Forest-Nationalpark“

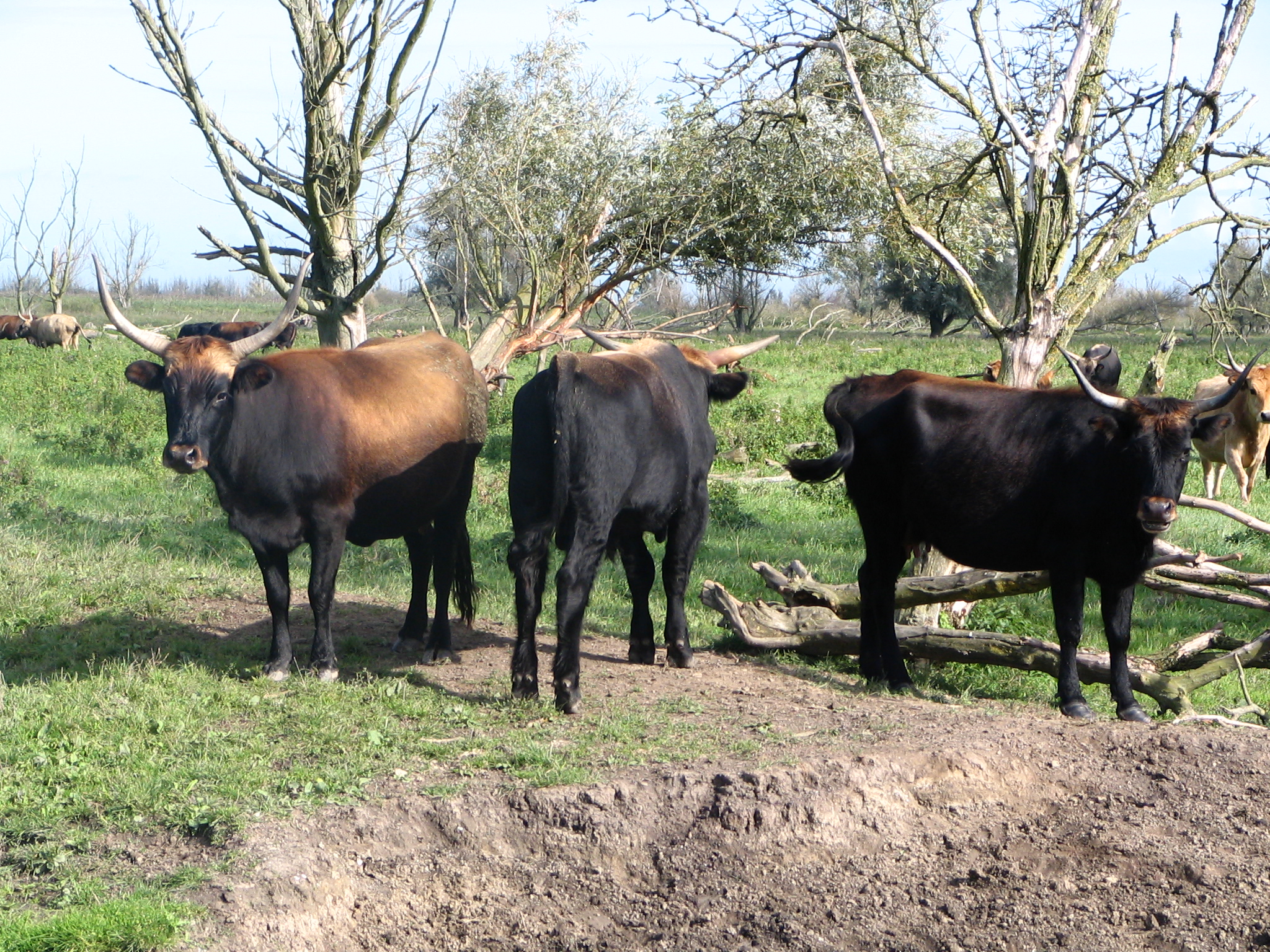
Schutzgebiet Oostvaardersplassen, das durch die Beweidung mit Megaherbivoren offengehalten wird

Die Megaherbivorenhypothese ist eine Hypothese aus den Bereichen Ökologie und Geobotanik über den entscheidenden Einfluss großer Pflanzenfresser – der Megaherbivoren (von altgriech. mega ‚groß‘, lat. herba ‚Kraut‘ und vorare ‚verschlingen‘) – auf die potenzielle natürliche Vegetation (insbesondere von Waldland) sowie die Landschaftsstruktur.
Es ist bekannt, dass große Tierherden in Gebieten, die aufgrund trockener Klimate im Übergangsbereich von Wäldern zu Offenlandbiomen leben (siehe auch Hygrische Waldgrenze), einen prägenden Einfluss auf die Vegetation haben. So gelten die Savannen der Erde seit langem als „degradierte tropische Trockenwälder“. Überall spielen jedoch nicht nur Megaherbivoren, sondern vor allem regelmäßige natürliche Buschbrände sowie vom Boden abhängige Standortfaktoren eine Rolle, sodass es meistens nicht möglich ist, die Anteile der verschiedenen Ursachen zu ermitteln.
Die viel diskutierte Hypothese geht demgegenüber davon aus, dass große Pflanzenfresser in natürlichen Bestandsdichten die Vegetation und das Landschaftsbild – vor anderen Faktoren und auf klimatisch günstigen Waldstandorten – entscheidend beeinflussen. Durch ihren Einfluss auf die Vegetation hätten beispielsweise Auerochsen, Wisente, Wildpferde und Hirsche verhindert, dass sich im milderen Klima des Holozäns nach der letzten Kaltzeit aus den baumfreien Landschaften Mitteleuropas wieder geschlossene Hochwälder entwickelt hätten. Stattdessen seien halboffene, parkartige Wald-Graslandschaften entstanden. Später sei dieser Einfluss bis über das Mittelalter hinaus von Nutztieren ausgeübt worden, die zur Waldweide in die Wälder getrieben wurden.
Darüber hinaus wird davon ausgegangen, dass der Mensch die größten Megaherbivoren (Elefanten, Nashörner) im nördlichen Eurasien zum Ende der letzten Eiszeit ausgerottet und die überlebenden Tierbestände durch Jagd niedrig gehalten habe (Ausrottungshypothese). Ähnliches gelte für vergleichbare Vegetationsgebiete Nord- und Südamerikas sowie Australiens. Dies habe zu der Ausbreitung von relativ einheitlichen Pflanzengesellschaften geführt, die sich von denen des Pleistozäns unterschieden hätten. In Afrika sei die ursprüngliche Großtierfauna dagegen erhalten geblieben (living Pleistocene) und habe großflächig ein vielfältiges Mosaik aus Grasland und Baumbeständen geformt.
Die Hypothese ist umstritten und wird in Details uneinheitlich dargestellt. Die meisten Forscher sehen die Hypothese zumindest als einen fruchtbaren Forschungsansatz an. So wird das daraus gewonnene Wissen durchaus praktisch eingesetzt, vor allem beim Einsatz von großen Weidetieren im Zuge von Renaturierungsmaßnahmen, dem so genannten Rewilding.

## Hintergrund

### Definition von Megaherbivoren

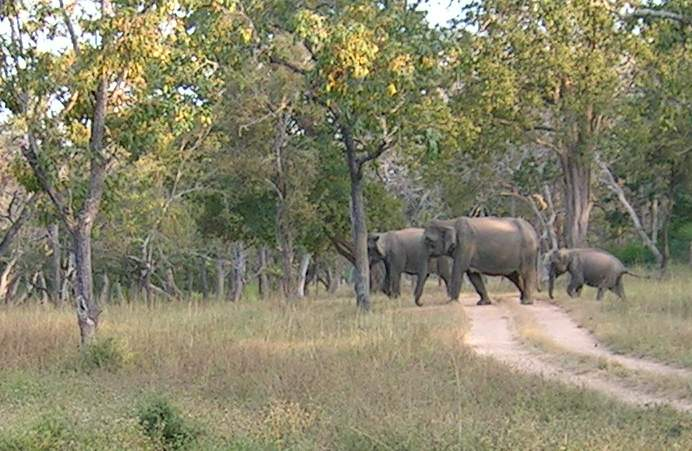
Megaherbivoren mit über 1000 kg Körpergewicht leben heute nur noch in Afrika und Südasien.

Als Megaherbivoren werden große Pflanzenfresser aus den (Über)-Ordnungen der Huftiere (Ungulata), Rüsseltiere (Proboscidea), in Amerika außerdem der Edentata (vor allem die Riesenfaultiere), in Australien verschiedene ausgestorbene riesenhafte Beuteltiere bezeichnet. Die Frage, welche Arten zu den Megaherbivoren zu zählen sind, wird nicht einheitlich beantwortet. Für viele Autoren sind nur riesenhafte Weidetiere über 1.000 kg Körpermasse Megaherbivoren (also vor allem Elefanten und ihre ausgestorbenen Verwandten, Nashörner und die größten Formen der ausgestorbenen amerikanischen Riesenfaultiere und Glyptodonten). Andere rechnen bereits kleinere bis mittelgroße Säugetiere ab etwa 44 kg Körpermasse dazu. Auch in der Megaherbivorenhypothese gehören Tiere wie Rinder, Pferde und Hirsche, die alle unter 1000 kg wiegen, zu den Megaherbivoren.

### Vegetationsgeschichte

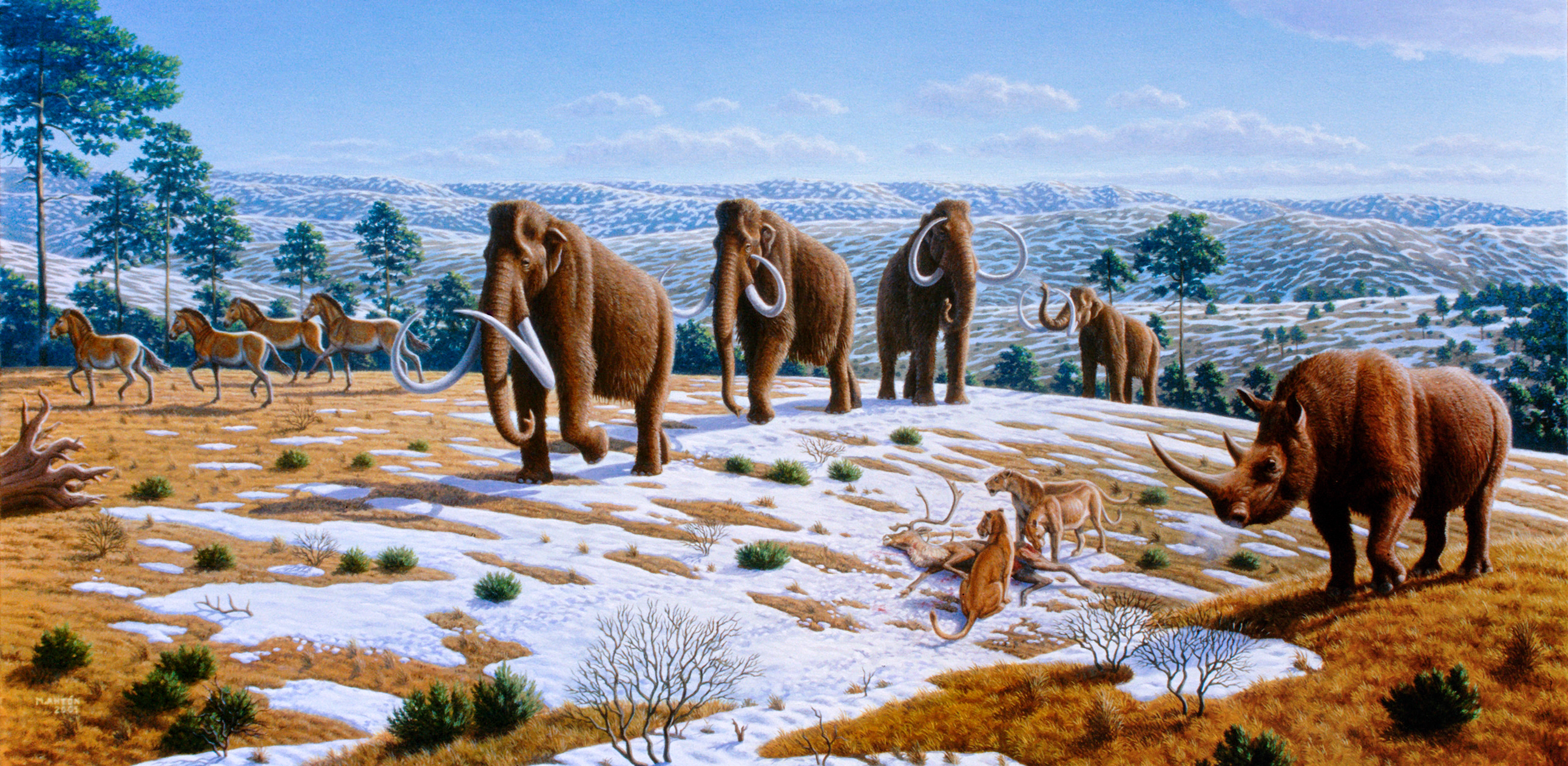
Mammutsteppe des Pleistozäns (künstlerische Darstellung)

Ausgangspunkt der Hypothese ist die Betrachtung des Quartärzeitalters, einer erdgeschichtlichen Epoche, die je nach Definition etwa die letzten zwei Millionen Jahre der Erdgeschichte umfasst. Während dieses gesamten Zeitalters war das Erdklima von periodischen Schwankungen geprägt, bei denen sich Warmzeiten und Kaltzeiten im Wechsel von einigen zehn- bis hunderttausend Jahren abwechselten. Während warmer Zeitabschnitte konnten in den gemäßigten Breiten Europas größere Baumbestände gedeihen, während in den kältesten Phasen baumlose Mammutsteppen aus Gräsern, Kräutern und Zwergsträuchern das Landschaftsbild prägten. Die letzte Kaltzeit begann vor etwa 115.000 Jahren, als die Eem-Warmzeit zu Ende ging. Während der letzten Warmzeit lebten in Europa neben den heutigen Arten auch Waldelefanten, Waldnashörner, Steppennashörner, Riesenhirsche, Auerochsen, Pferde und Damhirsche, in sehr warmen Phasen auch Wasserbüffel und Flusspferde. Während der Kaltzeiten wurden sie durch Wollhaarmammuts, Wollnashörner, Moschusochsen und Rentiere ersetzt. Die großen Raubtiere wie Löwen, Leoparden, Hyänen und Wölfe kamen in beiden Abschnitten vor. Der jüngste noch andauernde Abschnitt des Quartärs wird Holozän genannt und entspricht klimatisch gesehen einer Warmzeit. Dieser Abschnitt begann vor etwa 12.000 Jahren, als die letzte Kaltzeit und damit das Pleistozän zu Ende ging. Damals wurden in den Mittelbreiten die Mammutsteppen, die für die Kaltzeit typisch waren, zuerst durch Parklandschaften, dann durch Wälder ersetzt. Wie üblich am Beginn einer Warmzeit verschwanden die typischen Arten der Mammutsteppe in den südlichen Gebieten. Im Gegensatz zu den früheren Warmzeiten wurden sie allerdings nicht vollständig durch warmzeitliche Tiere ersetzt und starben wenig später auch in ihren nördlichen Rückzugsarealen aus. Darüber hinaus verschwanden die großen Raubtiere wie Großkatzen und Hyänen aus weiten Gebieten der nördlichen Hemisphäre. Mit der Wiedererwärmung breiteten sich Gehölze immer weiter nordwärts aus. Im Gegensatz zur Vegetation des Pleistozäns, die stark von Mischformen zwischen Offenland und Baumbeständen dominiert war, stellen die Lebensräume des Holozäns, die den heutigen Naturlandschaften entsprechen, meist relativ einheitliche Zonen dar, die von einzelnen Pflanzentypen (Wälder, Grasländer) dominiert werden.

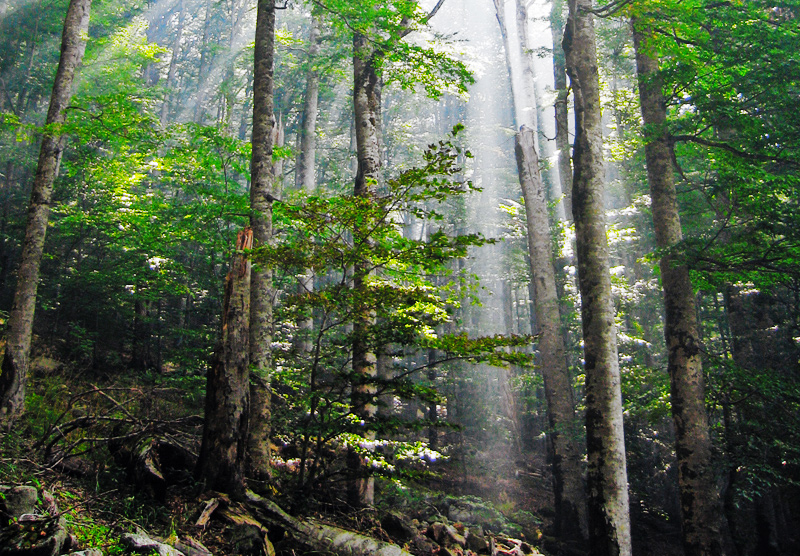
Naturbelassener Rotbuchenwald im Nationalpark Biogradska Gora, Montenegro als Beispiel einer Klimaxvegetation

Die Rekonstruktion der Vegetationsgeschichte Europas resultiert vor allem aus Pollenanalysen. Der Großteil Mitteleuropas war demzufolge seit 9000 v. Chr. vor allem von Birken- und Kiefernwäldern bewachsen. Ab etwa 7000 bis 6000 v. Chr. war das Land flächendeckend von Eichen, Ulmen, Linden, Eschen und Ahornen, seit etwa 2000 v. Chr. zunehmend von Rotbuchen beherrscht. Graspollen sind seit dem Ende des Pleistozäns kaum noch vorhanden und treten erst in der jüngeren Vergangenheit wieder auf. Ab ca. 5000 v. Chr. wurden einzelne Flächen durch den Menschen als landwirtschaftliche Nutzflächen offengehalten. Man geht davon aus, dass Rodungen und Waldweidewirtschaft die Wälder immer weiter öffneten, bis spätestens bei der Ankunft der Römer um die Zeitenwende diese auf halboffene Kulturlandschaften trafen. Diese seien zwar von dichten Wäldern und Mooren durchbrochen oder umgeben, aber ausgedehnte Offenlandbereiche werden zum Beispiel durch das Vorkommen des Feldhasen in dieser Zeit bestätigt. Die Intensivierung menschlicher Kulturtätigkeit führte immer mehr zum Rückgang der großflächigen Wälder und zu einer Anreicherung der Landschaft mit kleingliedrigen Strukturen aus Wiesen und Feldern sowie einer Vielzahl von Wäldern, Gehölzgruppen und Hecken und damit zu einem Anstieg der Artenvielfalt. Häufig werden deshalb die „Kulturlandschaften“ Mitteleuropas aus der Zeit des 14. bis 16. Jahrhunderts und zu Beginn des 20. Jahrhunderts zur Veranschaulichung als Beispiel angeführt. Diese Landschaften waren gebietsweise sehr strukturreich und boten einer Vielzahl an Offenlandarten einen neuen Lebensraum.

## Geschichte der Hypothese
Am Beginn des 20. Jahrhunderts ging man davon aus, dass sich ein Lebensraum, den man sich ungestört entwickeln lässt, früher oder später von den größten und höchsten Pflanzen beherrscht wird, die potenziell im Gebiet vorkommen können. Dieser Vegetationstyp wird als Klimaxvegetation bezeichnet. In den meisten Gebieten Mitteleuropas würden demnach seit dem Ende der Eiszeit flächendeckend dichte Hochwälder in verschiedenen Sukzessions-Stadien (Mosaik-Zyklus-Konzept) dominieren. Erst die Rodung der Wälder für Ackerbau und Weidewirtschaft führte nach dieser Ansicht dazu, dass die dichten Wälder aufgebrochen wurden. Demnach werden dichte, geschlossene Wälder in Mitteleuropa in der Regel als potenzielle natürliche Vegetationsform angesehen, während Offenlandbereiche in der Regel als durch menschlichen Einfluss entstanden gelten. Diese Ansicht wird durch die Megaherbivorenhypothese in Frage gestellt, die davon ausgeht, dass große Pflanzenfresser, die nicht durch menschliche Jagd kontrolliert sind, ihre Lebensräume entscheidend mit beeinflussen. In ihrer modernen Form geht die Megaherbivorenhypothese vor allem auf den niederländischen Biologen Frans Vera zurück, der die These im Jahr 1997 auf Niederländisch ausformulierte und später auf Englisch veröffentlichte. Vera bezieht sich vor allem auf Pflanzenfresser, die noch im Holozän Europas verbreitet waren. Bereits vor Vera ging der amerikanische Biologe Paul S. Martin, der als Begründer der Ausrottungshypothese gilt, davon aus, dass die ausgestorbene Megafauna des Pleistozäns die Vegetation ihrer Lebensräume stark geformt haben könnte. Die Ausrottungshypothese geht davon aus, dass der Mensch für das Verschwinden der pleistozänen Megafauna verantwortlich ist. Bis heute ist die Fachwelt sich darüber uneinig, ob diese Hypothese zutrifft. Die Megaherbivorenhypothese hängt eng mit der Ausrottungshypothese zusammen und gründet zum Teil auf ihr.

## Darstellung der Hypothese

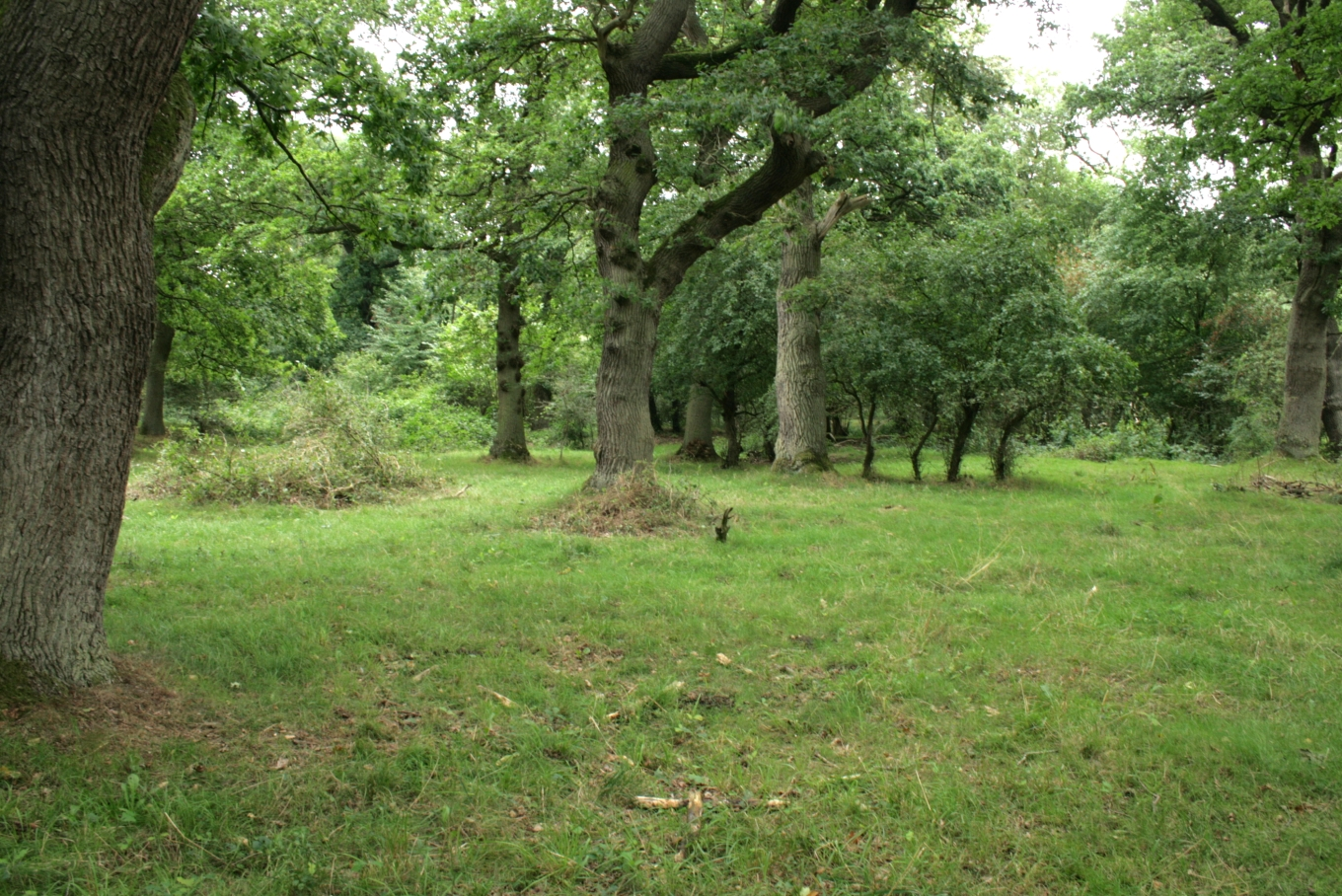
Nach der Megaherbivorenhypothese gelten halboffene Wälder, wie dieser Hutewald in Langå, Jütland, als beste Annäherung der natürlichen Vegetation Mitteleuropas.

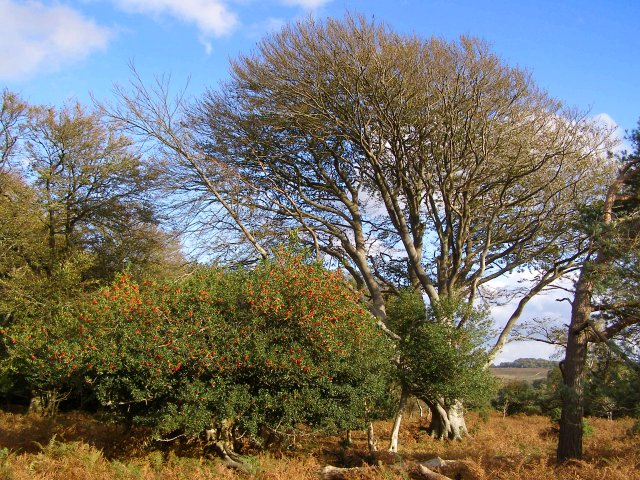
Halboffene Waldlandschaft im New Forest

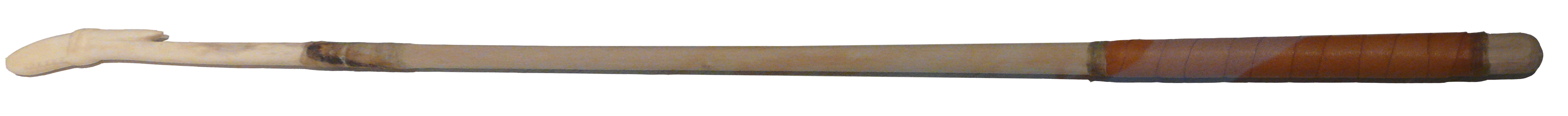
Speerschleuder als effektive, prähistorische Fernkampfwaffe

Die Megaherbivorenhypothese geht davon aus, dass die Wälder Mitteleuropas bis zur Einführung der Landwirtschaft durch Wildtiere wie Wisente, Auerochsen, Wildpferde, Rothirsche, Elche und Rehe offen gehalten worden sind. Später sei dieser Einfluss durch Nutztiere ausgeübt worden, die bis in die Neuzeit zur Waldweide in die Wälder getrieben wurden. In ähnlicher Weise seien die gemäßigten Wälder im Osten Nordamerikas bis zur Ankunft der Europäer von Bisons und Hirschen offen gehalten worden.:S. 88.
Als wesentlicher Punkt in der Argumentation gilt die Feststellung, dass Pollenablagerungen aus Gebieten mit Gras- und Baumbeständen kaum Graspollen aufweisen, wenn sie stark durch Weidetiere beweidet werden. Demnach sind halboffene Landschaften in Pollenanalysen nur schwer von geschlossenen Wäldern zu unterscheiden. Die starke Präsenz der Hasel in den mitteleuropäischen Wäldern bis vor etwa 3.000 Jahren ist ein deutlicher Hinweis auf halboffene Landschaften, da die Hasel in der Regel nicht in geschlossenen Wäldern blüht. Weiterhin seien Eichen in geschlossenen Wäldern kaum in der Lage sich natürlich zu regenerieren. In offenen Hutewäldern dagegen sind Eichen anderen Arten wie der Rotbuche sogar überlegen. Das häufige Vorkommen von Eichen während langer Phasen des Holozäns, insbesondere vor 8.000–5.000 Jahren, gilt deshalb als ein weiteres Indiz für halboffene natürliche Wälder als ursprünglichen Vegetationstyp vor der Einführung der Landwirtschaft vor etwa 5.000 Jahren.
Darüber hinaus wird oft angenommen, dass der Mensch während des späten Pleistozäns durch die Bejagung von großen Pflanzenfressern an deren Aussterben mitgewirkt habe. Diese Arten könne man zur natürlichen Fauna zählen. Während der großen quartären Aussterbewelle sind zahlreiche große Pflanzenfresser verschwunden. In Europa starben etwa Mammut und Wollnashorn vor etwa 12.000 Jahren aus. Auch Arten, die während der letzten Warmzeit, die vor etwa 115.000 Jahren zu Ende ging, in Mitteleuropa lebten, starben im späten Pleistozän in ihren Rückzugsarealen im Mittelmeergebiet aus; dazu zählen etwa der Europäische Waldelefant und das Waldnashorn. Nach der Megaherbivorenhypothese dürfte der Mensch auch für deren Aussterben verantwortlich sein.
Der zunehmende Jagddruck durch den Menschen könne – so die Verfechter der Hypothese – während des späten Pleistozäns insgesamt zu relativ niedrigen Bestandsdichten an überlebenden Weidetieren wie Wildrindern, Pferden und Hirschen geführt haben. Erst die Verringerung der Arten- und Bestandszahlen bei großen Pflanzenfressern nach der Erderwärmung zu Beginn des Holozäns habe die flächendeckende Ausbreitung dichter Wälder ermöglicht.
In einigen Gebieten Amerikas und Australiens ließ sich ein stärkerer Bewuchs von Bäumen nach dem Aussterben einiger Pflanzenfresser feststellen. Nach der letzten Eiszeit könne so eine dichte Bewaldung (Wiederbesiedelung) Mitteleuropas eingesetzt haben, da der Fraß der Pflanzenfresser zu gering geworden war, um einen wesentlichen Einfluss auf die Vegetation auszuüben. Diese sich in Mitteleuropa einstellende Klimax der Sukzession habe hauptsächlich in Buchenwäldern, Buchen- und anderen Mischwäldern, Nadelwäldern sowie azonalen und extrazonalen Waldgesellschaften resultiert.
Ein starkes Argument für die Megaherbivorenhypothese resultiert aus der Betrachtung der sommergrünen Wälder der nordamerikanischen Ostküste. Hier wird die hier sehr artenreich vertretene Gattung der Eichen als dominante Gattung der „pre-settlement forests“, also der vor der Besiedlung durch die Europäer gewachsenen Urwälder, beschrieben; diese Wälder gelten als vom Menschen unbeeinflusst entstanden. Neben Eichen ist in diesen Wäldern auch Hickory stark vertreten. Diese Eichen-Hickory-Waldgesellschaften verjüngen sich jedoch kaum noch, sie werden oftmals von schattentoleranten Arten wie Rotahorn ersetzt. Momentan verjüngen sich weder Eichen wie die Weißeiche noch die Hickorys in diesen Wäldern großflächig, obwohl die Eichen in amerikanischen Pollendiagrammen der Warmzeiten immer hohe Anteile einnehmen. Gleichzeitig wurde der Bison, der letzte verbliebene Megaherbivor Nordamerikas, erst in jüngerer Vergangenheit in diesen Gebieten ausgerottet.

### Einfluss von Megaherbivoren auf die Vegetation

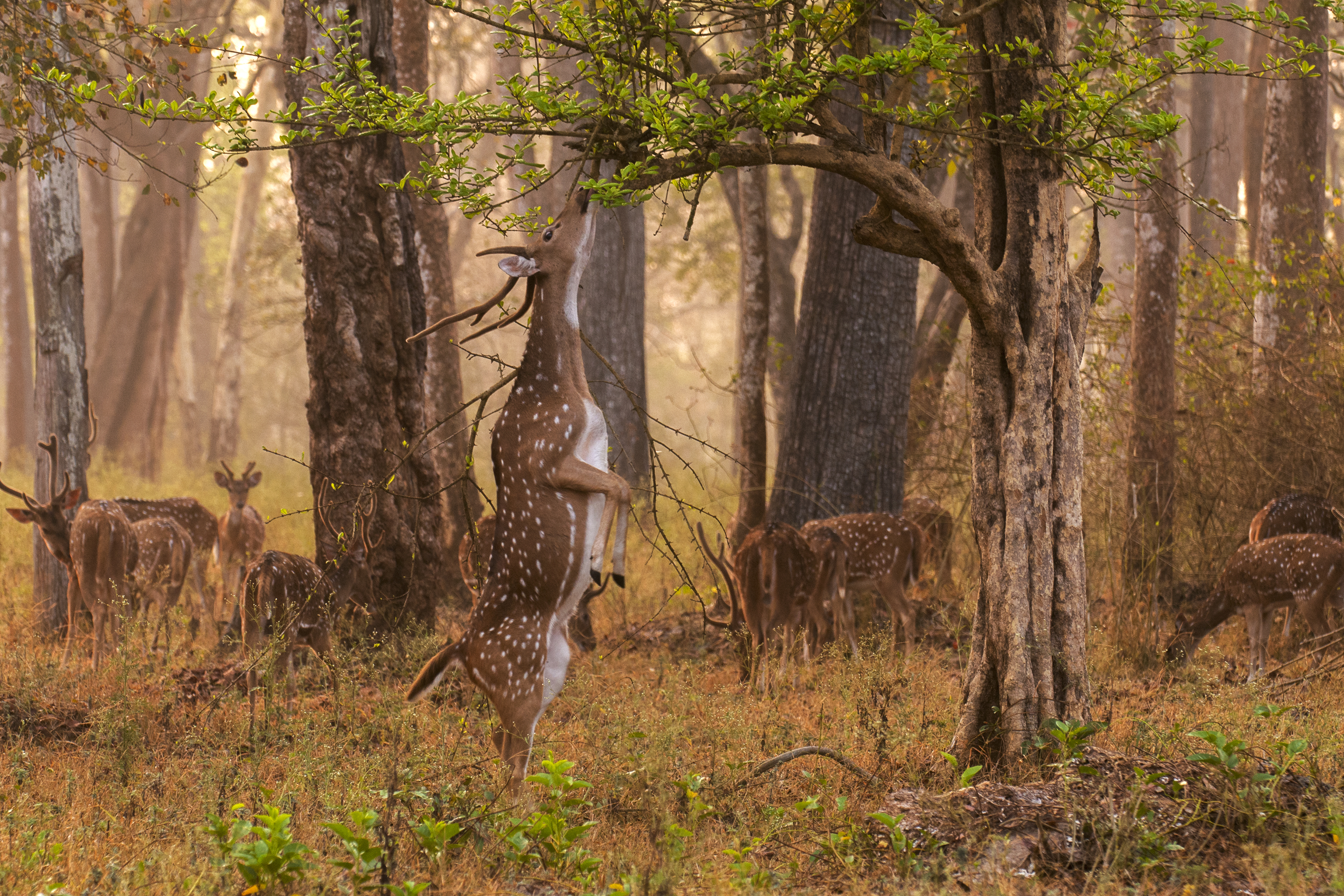
Wildverbiss durch Axishirsche im Nagarhole-Nationalpark

Frühe Beobachtungen zum Einfluss von Weidevieh auf ursprünglich geschlossene Wälder stammen aus der Zeit der frühmittelalterlichen Waldhutung, die innerhalb von wenigen Jahrzehnten, also bereits im Zeitraum eines Menschenlebens, zu einer sehr deutlichen Landschaftsumformung beitragen kann. Um Siedlungen herum entstand durch im Wald weidendes Vieh wie Rinder, Schweine, Schafe usw. ein zunächst aufgelichteter Wald ohne Kleinbewuchs und Unterholz, der zunehmend von wenigen großen, alternden Bäumen mit ausladenden Kronen (sinkender Konkurrenzdruck) und bald zahlreichen, für offene Landschaften typische Wiesenpflanzen getragen wurde. Mit dem Absterben der größeren Bäume schließlich verschwand der Wald vollständig, womit das Areal dem Ackerbau zur Verfügung stand, ohne gerodet werden zu müssen. Art und Weise dieser landschaftlichen Umformung, Geschwindigkeit und Form des Endresultats hängen jedoch von zahlreichen Faktoren wie Beweidungsintensität, Haustierarten, zeitliche Kontinuität u. a. ab. So führt eine Beweidung mit Schafen schnell zum Verschwinden sämtlicher nachwachsender Keimlinge, während Pferde auch größere Bäume verbeißen und ihre Wuchsform beeinflussen. Während der Kolonialzeit wurde erkannt, dass dieser Effekt bei Landschaften und Wuchsformen von Bäumen überall auf der Welt beobachtet werden kann.
Man nimmt daher an, dass auch die prähistorische Flora und Vegetation durch die damals lebenden Pflanzenfresser maßgeblich mitbestimmt worden sei. Da die Vegetation außerdem geologische Größen wie Erosion, Widerstand gegen exogene Kräfte und Sedimentierung beeinflussen kann, werden Megaherbivoren auch als geologisch relevante Einflussfaktoren diskutiert. Hierbei müssen jedoch sehr große Zeiträume und langfristige Wirkungen in Betracht gezogen werden.

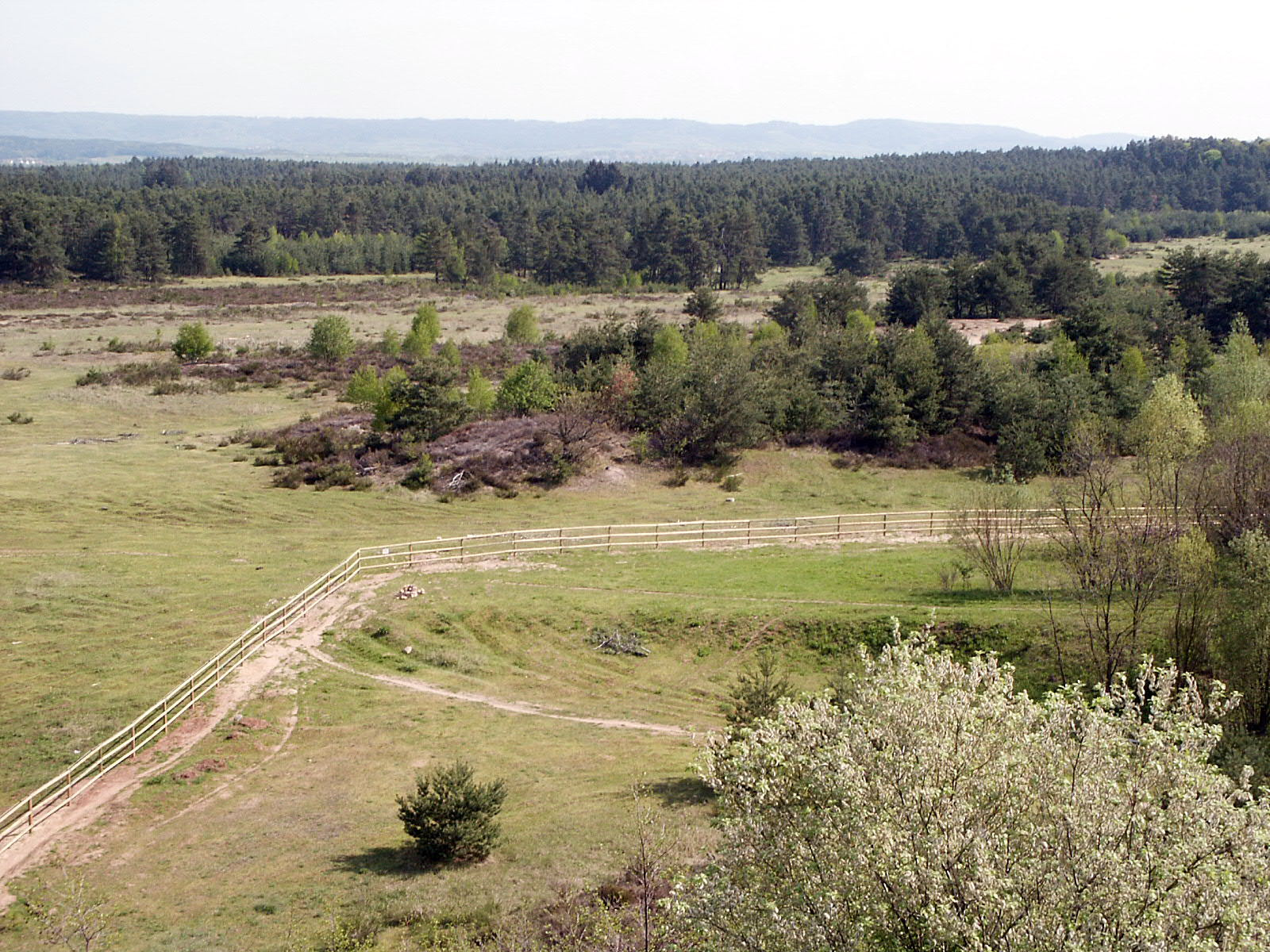
Wald-Grasland-Mosaik, das im Tennenloher Forst durch die Beweidung mit Wildpferden vor der Wiederbewaldung bewahrt werden soll

Nach der Megaherbivorenhypothese ist es wahrscheinlich, dass ohne menschlichen Einfluss in weiten Teilen Europas ein Mosaik aus Flächen in unterschiedlichen Sukzessionsstadien vorherrschen würde. Durch den Verbiss von großen Pflanzenfressern würden nicht ausschließlich Wälder, sondern auch mehr oder weniger offene Wiesenlandschaften entstehen. Vom Verhalten rezenter Arten abgeleitet wird ein Herdenverhalten angenommen, was durch Umherwandern örtlich stark differenzierte Einflüsse auf die Vegetation erzeugt. Nahrungspräferenzen (Bevorzugung von gewissen Pflanzen) unterscheiden sich je nach Tierart und überlagern das soziale Verhalten. Der Standort spiele eine entscheidende Rolle, so sei die natürliche Waldgesellschaft (vgl. potenzielle natürliche Vegetation) nicht überall gleichermaßen resistent gegen Verbiss. Auch Dornsträuchern wird von Verfechtern der Hypothese eine entscheidende Rolle in von Beweidung beeinflussten Gebieten zugesprochen, da sie sich in diesen etablieren und durch ihren Dornenschutz für Pflanzenfresser undurchdringliche Dickichte bilden könnten, in deren Schutz dann auch andere, dornlose Sträucher wie die Hasel, aber auch Bäume wie die Eiche aufwachsen könnten. In Europa wird hierbei insbesondere der Schlehe aufgrund ihrer Wurzelbrut eine herausragende Stellung beigemessen, da so ein einzelner „Mutterstrauch“ über die Jahre große Gebiete abdecken und in der Folge ganze Haine entstehen lassen könnte. Weiter geht die Hypothese davon aus, dass die Sträucher selbst durch den zunehmenden Schattenwurf der aus ihnen erwachsenden Bäume absterben und so wieder Weideraum für die Herbivoren bieten würden, wodurch sich der Kreis schließe.
Hochwald sei der Theorie zufolge eher auf nährstoffarmen Böden zu erwarten, da die dort wachsenden Pflanzen schlechter verdaulich sind und außerdem über Strategien zur Abwehr verfügen. In solchen Gebieten könnte eine waldreiche und heterogene Landschaft entstanden sein. Sofern häufig Jungwuchs abgefressen wird, lichtet sich der Wald auf, ohne dass nachwachsende Bäume die absterbenden ersetzen können; es entsteht eine offene Landschaft. Auch an Stellen, die bevorzugt von Tieren aufgesucht werden, zum Beispiel an Gewässern, könnten Trittstellen entstanden sein. Weitläufige halboffene Landschaften könnten dort vorgeherrscht haben, wo auf nährstoffreichen und frischen Böden eiweiß- und nährstoffreiche krautige Vegetation besser wächst. Diese Gebiete könnten periodisch aufgesucht worden sein, so dass relativ homogene Landschaftsteile für wahrscheinlich gehalten werden. Weitere Faktoren kämen hinzu: Mastjahre, Seuchen, Schädlinge, Dürren und nasse Jahre, Wanderungen/territoriales Verhalten von Beutegreifern, Flächen- und Waldbrände, Überweidung, so dass eine sehr deutliche Differenzierung entstanden sein könnte.
Allerdings sei der Einfluss der Pflanzenfresser durch deren Bestandsregulierung durch Beutegreifer, Krankheiten, Parasiten und nicht zuletzt durch Futtermangel im Winter niemals so groß geworden, dass der Wald vollständig habe zurückgedrängt werden können. In manchen Gebieten (z. B. Serengeti) regulieren sich heute lebende (rezente) Pflanzenfresser ausschließlich durch das Nahrungsangebot in Trockenzeiten und die Wasserversorgung. Für Mitteleuropa stehen harte Winter mit ihrer Nahrungsknappheit sowie Beutegreifer stärker im Vordergrund. Aufgrund des Vergleiches mit bekannten Kultur- oder Naturlandschaften, die für ähnlich gehalten werden, wird ein größerer Artenreichtum einer solchen, auch durch Pflanzenfresser geprägten, Landschaft vermutet.

## Kritik
Ein umstrittener Einwand gegen die Megaherbivorenhypothese ist, dass es Arten gibt, die auf über Jahrhunderte ungestörte Waldentwicklung angewiesen sind. In Mitteleuropa gibt es zudem, im Gegensatz zum Mittelmeerraum oder den Steppenlandschaften des Ostens, so gut wie keine endemischen Pflanzenarten und -unterarten des Offenlands, was auf ein relativ geringes Alter der Offenvegetation hindeutet. Zu diesem Einwand gibt es gegenteilige Auffassungen.
Ein weiteres Argument, das gegen die Hypothese zu sprechen schien, ist, dass aus der Pollenforschung zunächst keine Hinweise auf offene Landschaften nach dem Ende der letzten Kaltzeit vorlagen (vgl. z. B. und ). Im Holozän treten Pollen von Offenlandarten (wie Gräsern) gut nachweisbar erst am Beginn der Jungsteinzeit (mit der Einführung von Ackerbau und Viehzucht in Mitteleuropa) häufiger auf. Dies wurde so interpretiert, dass seit dem Verschwinden der Mammutsteppen zunächst dichte Wälder dominierten. Allerdings ist dieses auf den ersten Blick schlagkräftige Argument relativiert worden. Paradoxerweise gleichen nämlich Pollenproben aus gemischten Grasland-Wald-Landschaften mitunter solchen aus dichten Waldländern, sobald Rinder das ganze Jahr über dort weiden. Die Gräser werden dann offenbar stark abgeweidet und kommen kaum zum Blühen, weshalb in der Folge die Baumpollen auch auf den offenen Grasflächen dominieren. Dies würde bedeuten, dass Offenlandgebiete, die mit Bäumen durchsetzt sind und zugleich stark von Großtieren beweidet werden, im Pollendiagramm kaum von geschlossenen Wäldern zu unterscheiden sind.:S. 88. Ein weiterer Kritikpunkt bezieht sich auf einige Argumente, die sich auf Vergleiche mit anderen offenen Lebensräumen stützen, in denen heute noch zahlreiche Großherbivoren vorkommen. So können ost- und südafrikanische Ökosysteme vermutlich nur eingeschränkt mit mitteleuropäischen Ökosystemen verglichen werden.
Es kann nicht eindeutig nachgewiesen werden, ob die angenommenen Verhältnisse wirklich zutreffen, so kann z. B. die Paläobotanik nur unvollständige Angaben über die Größe der Mosaike und damit zur räumlichen Verteilung machen. Auch über soziales Verhalten der Tierarten und deren Populationsgrößen gibt es nur Ableitungen von denen heute lebender, verwandter Arten. Schließlich werden Vermutungen zu den Ursachen des Aussterbens der Tierarten angestellt. Die Behauptung, der Mensch habe dazu wesentlich beigetragen, ist weiterhin umstritten. So konnte z. B. gezeigt werden, dass der Riesenhirsch (Megalocerus giganteus) in Irland bereits einige hundert Jahre vor der Einwanderung des Menschen ausstarb, vermutlich aufgrund von Vegetationsveränderungen infolge der Klimaänderung. Ähnliche Zweifel an der Ausrottungshypothese bezüglich der pleistozänen Megafauna gibt es für viele andere Arten auch. Auf der anderen Seite aber fiel das Aussterben der Megafauna, sowohl in Europa und Nord- und Südamerika als auch auf Australien, Neuseeland oder Madagaskar, mehrmals zeitlich mit der Erstbesiedlung durch anatomisch moderne Menschen zusammen, während Großtiere in dieser Zeit auf vom Menschen noch nicht besiedelten Inseln, etwa das Wollhaarmammut auf der Wrangelinsel bis vor 3700 Jahren, überlebten. Außerdem starben nur größere Tiere ab etwa 50 kg Gewicht aus, kleinere jedoch nicht, was prinzipiell gegen einen rein klimatischen Auslöser spricht.

## Praktischer Bezug der Hypothese

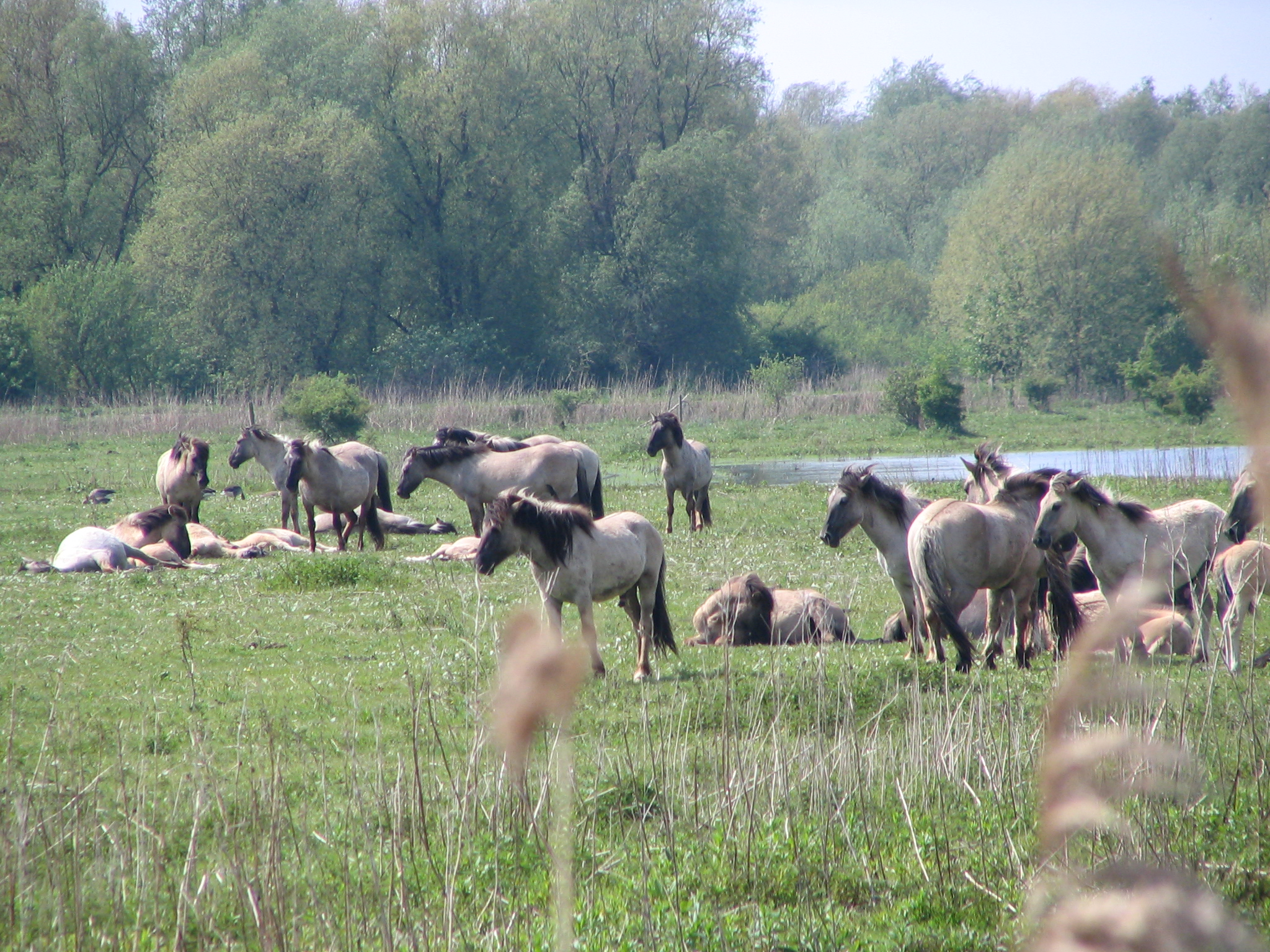
Beweidungsprojekt mit Koniks

Die Hypothese hat über die Paläoökologie und Paläontologie hinaus in den Bereichen Ökologie und Geobotanik großes Interesse gefunden. Dies liegt an den Folgerungen für Vegetation und Landschaftsveränderung. Trifft die Hypothese zu, wären die Urwälder Mitteleuropas vor dem Neolithikum gar nicht die „eigentliche“ Urnatur Mitteleuropas, sondern gehen „nur“ auf menschlichen Einfluss (der Steinzeitjäger) zurück. Wird die Landschaft später vom Menschen und seinem Weidevieh geöffnet oder offengehalten, wäre das dann nur ein Wiederherstellen des eigentlichen natürlichen Zustands. Die Weidetiere wären also der ökologische Ersatz für die ausgestorbenen Megaherbivoren. Die Hypothese erfreute sich deshalb bei solchen Naturschützern besonderer Beliebtheit, die mit Weidetieren zur Landschaftspflege arbeiten. So lässt sich beispielsweise mit dieser Theorie erklären, warum sowohl typische Weide- und Wiesenpflanzen als auch typische Waldpflanzen zur selben Zeit in mitteleuropäischen Gebieten vorkamen; Gebiete, von denen man bisher annimmt, sie wären vor dem Einsetzen der Kulturtätigkeit des Menschen (bis auf Moore, Gewässer und Hochgebirge) von zusammenhängenden Wäldern bedeckt gewesen. Wenn zur Landschaftspflege Tiere eingesetzt werden, die im Pleistozän das jeweilige Gebiet besiedelt haben, spricht man vom Pleistocene Rewilding.
Praktische Anwendungen dieser Theorie gibt es deshalb beispielsweise für den Naturschutzbereich, wo oft die Forderung abgeleitet wird, struktur- und artenreiche Landschaften, die nicht mehr landwirtschaftlich bewirtschaftet werden, in Beweidungsprojekten mit Hilfe von Pflanzenfressern zu erhalten.